# Franjo Kuharić
Franjo Kuharić (15. dubna 1919, Gornji Pribić – 11. března 2002, Záhřeb) byl chorvatský římskokatolický duchovní, biskup, arcibiskup-metropolita záhřebský (1970–1997) a kardinál, čestný člen Chorvatské akademie věd a umění.

## Biografie
Narodil se jako nejmladší, třinácté dítě v chudé rodině v malé vesnici Gornji Pribić (opčina Krašić).
Studoval teologii v Záhřebu. Na kněze byl vysvěcen 15. července 1945. Při svěcení v záhřebské katedrále arcibiskup Alojzije Stepinac k mladým novoknězům prohlásil: „Posílám vás do krvavé koupele.“
Krátce sloužil jako kaplan v faře Radoboj a jako správce fary Rakov Potok a Sveti Martin pod Okićem. Komunisté se na něj dvakrát pokusili spáchat atentát (v roce 1947 v Rakovu Potoku a roku 1948 ve vesnici Jakovlje), ale přežil. Tehdejší záhřebský arcibiskup-koadjutor Franjo Šeper ho roku 1957 jmenoval farářem v Samoboru.
15. února 1964 jej papež Pavel VI. jmenoval pomocným biskupem záhřebské arcidiecéze. Biskupské svěcení přijal 3. května 1964 v záhřebské katedrále. Když byl v srpnu 1969 Kuharićův předchůdce, kardinál Franjo Šeper, jmenován prefektem Kongregace pro nauku víry, byl Kuharić jmenován apoštolským administrátorem záhřebské arcidiecéze, a 16. června 1970 záhřebským arcibiskupem. V září toho roku byl zvolen předsedou Biskupské konference Jugoslávie a ve stejném roce obdržel čestný doktorát na univerzitě v Záhřebu.
Papež Jan Pavel II. ho 2. února 1983 na veřejné konzistoři jmenoval kardinálem. Byl morální autoritou jak totalitního režimu, tak i po osamostatnění Chorvatska. Podporoval obranu Chorvatska, ale vyzýval k respektování morálních principů.
V září 1994 přivítal papeže Jana Pavla II. během jeho návštěvy Chorvatska u příležitosti oslav 900 let vzniku záhřebské diecéze a prvního záhřebského biskupa pocházejícího z Čech, Ducha.
5. července 1997 z důvodu kanonického věku odešel do penze a jeho nástupcem se stal Josip Bozanić. Po svém odchdu 20. září 1997 kardinál Franjo Kuharić jako emeritní arcibiskup v Záhřebu vedl křest arcivévody Ferdinanda, syna hlavy chorvatské královské rodiny Karla Habsbursko-Lotrinského. Princ Fedrinand přitom obdržel tradiční jméno chorvatských králů Zvonimir. Jeho kmotry byli jeho strýc Jiří Habsbursko-Lotrinský, Alois-Konstantin Löwenstein-Wertheim-Rosenberský, Markéta Bulharská a Agnes Hussleinová (roz. baronka von Arco).
Kardinál Franjo Kuharić zemřel 11. března 2002 v Záhřebu a byl pochován v kryptě záhřebské katedrály.

### Proces blahořečení
11. března 2012 záhřebská arcidiecéze oznámila, že začala proces blahořečení Franjo Kuhariće.

## Názory

### Status Međugorje
Ke statusu Međugorje kardinál Kuharić prohlásil, že „proto necháváme tento aspekt dalšímu zkoumání. Církev nemusí spěchat.“

## Dílo

### Spisy
- Pisma i razmatranja o katoličkom svećeništvu (1974)
- Korizmene poslanice i poruke (1985)
- Poruke sa Stepinčeva groba (1990)